# Mangusta pręgoszyja
Mangusta pręgoszyja (Urva vitticolla) – gatunek ssaka z rodziny mangustowatych (Herpestidae). Gatunek ten występuje w południowej Azji; nie jest zagrożony wyginięciem.

## Taksonomia
Gatunek po raz pierwszy zgodnie z zasadami nazewnictwa binominalnego opisał w 1835 roku brytyjski zoolog Edward Turner Bennett na łamach Proceedings of the Zoological Society of London nadając mu nazwę Herpestes vitticollis. Jako miejsce typowe Bennett wskazał „lasy około dwudziestu mil (32 km) śródlądowych z Kolun lub Quilon w kraju Travancore”. Podgatunek inornata po raz pierwszy opisał naukowo w 1941 roku brytyjski zoolog Reginald Innes Pocock, jako miejsce typowe wskazując Chipgeri w północnej Kanarze w Indiach. Wyróżniono dwa podgatunki, lecz zachodzi potrzeba ich rewizji taksonomicznej.

### Etymologia
- Urva: nepalska nazwa Arva dla mangusty krabożernej[14].
- vitticolla: łac. vitta „pasmo, wstęga”; nowołac. -collis „-szyjy”, -gardły, od łac. collum „szyja”[15].
- inornata: łac. inornatus „zwykły, bez ozdób”, od in- „brak”; ornatus „strojny, ozdobiony”, od ornare „ozdobić”[16].

## Zasięg występowania
Mangusta pręgoszyja występuje w połudnmiowej Azji zamieszkując w zależności od podgatunku:
- U. vitticolla inornata – zachodnie Indie (Karnataka)
- U. vitticolla vitticolla – południowo-zachodnie Indie i Sri Lanka

Znany zasięg został znacznie rozszerzony (około 1400 km w bezpośredniej linii) na północnym wschodzie przez szereg obserwacji (które zostały udokumentowane fotografiami) w Similipal Hills, w stanie Orisa.

## Morfologia

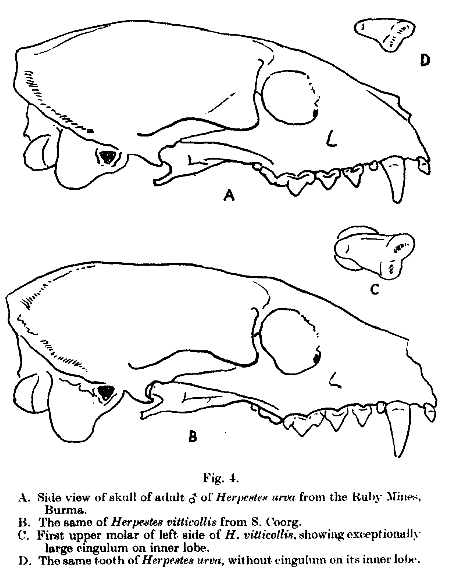
U góry czaszka mangusty krabożernej (H. urva), na dole czaszka mangusy pręgoszyjej

Wymiary średnie dla osobników z Sri Lanki: długość ciała samców 48,9 cm, samic 46,4 cm, długość ogona samców 32,5 cm, samic 30,4 cm; masa ciała u samców do 3,1 kg, u samic do 1,7 kg. Wymiary średnie dla osobników z Indii: długość ciała samców 52,9 cm, samic 47,4 cm, długość samców ogona 31,5 cm, samic 29,7 cm; masa ciała u samców do 3,4 kg, u samic do 1,7 kg. Duża mangusta, z długimi włosami okrywowymi i pasem na szyi. Sierść na głowie jest koloru stalowoszarego do fioletowo-brązowego, drobno upstrzona kolorem żółtym, najciemniejsza na czole i jaśniejsza na bokach. Przednia część ciała jest czerwonożółta, z brązowymi smugami, tylna część ciała jest pomarańczowoczerwona i lekko szpakowata. Czarny pas przebiega od tyłu ucha wzdłuż boku szyi aż do ramion. Uszy są zaokrąglone i pokryte krótkimi, cienkimi czerwonawo-brązowymi włosami. Podbródek i gardło są tego samego koloru co policzki, ale nieco mniej siwe. Dolna powierzchnia szyi i klatka piersiowa są brązowożółte, a brzuch jest pomarańczowożółty. Podszerstek jest rzadki i koloru bladożółto-brązowego. Włosy grzbietowe są długie o długości 50–60 mm. Włosy po bokach są dłuższe niż 60 mm; czarne i szare są ułożone na przemian z pomarańczowoczerwonymi. Ogólny kolor sierści na ogonie jest pomarańczowoczerwony, z wyjątkiem czarnej końcówki o długości ok. 9 cm; włosy u nasady ogona maja ok. 8 cm długości, ale stają się krótsze się w kierunku wierzchołka. Kończyny przednie, przednia część kończyn tylnych oraz stęp są ciemnopurpurowo-brązowe. Łapy przednie i tylne mają po pięć palców. Czaszka jest duża, prosta i rozwinięta w okolicy czołowej, pysk jest wąski i długi, zęby potężne. Wzór zębowy: I 3/3, C 1/1, P 4/4, 2/2 M = 40.

## Ekologia

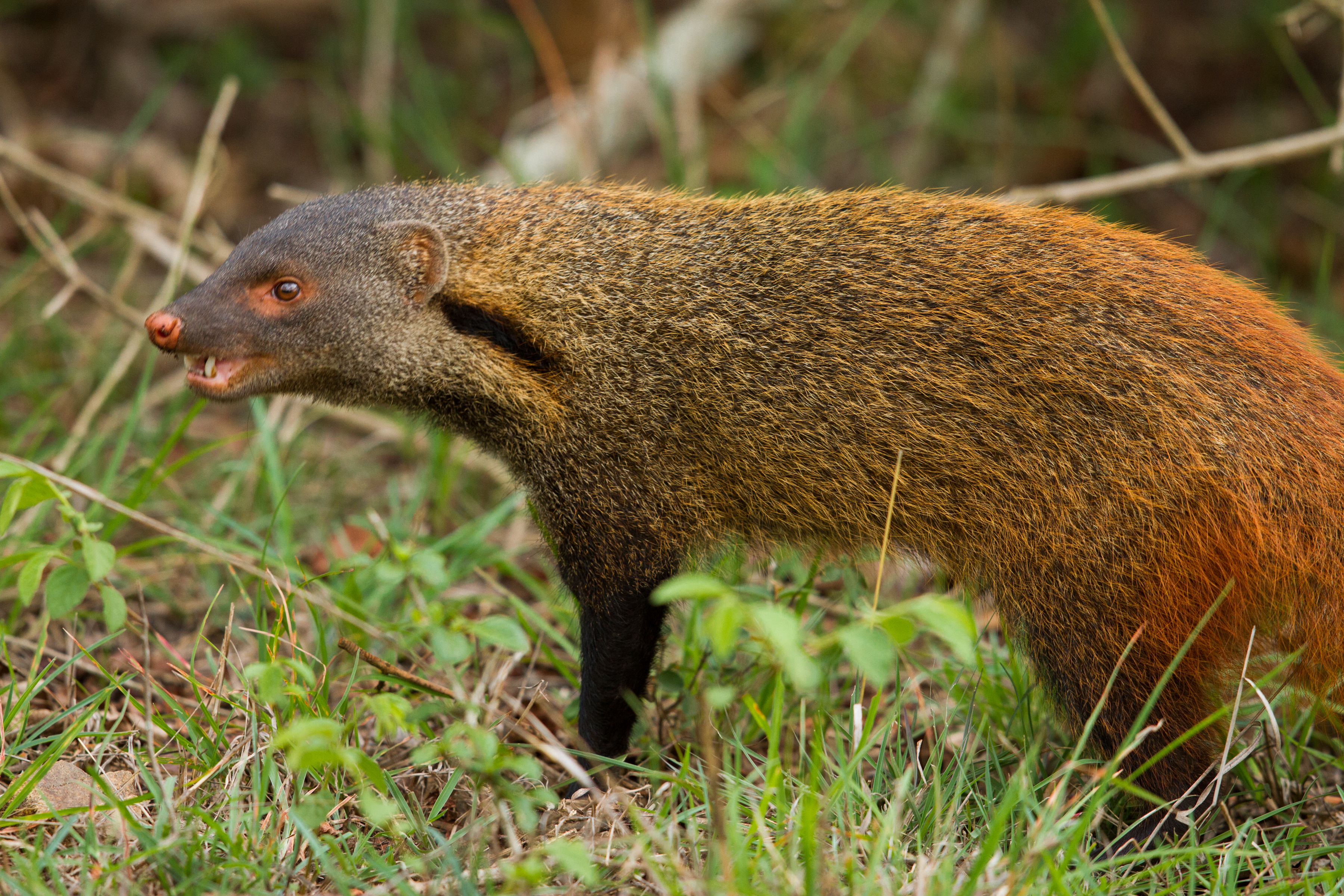
Dobrze widoczny czarny pas na szyi

### Siedlisko i pokarm
Mangusta pręgoszyja jest gatunkiem samotnym (czasami widywana w parach) prowadzącym prawdopodobnie dzienny tryb życia. Zamieszkuje wiecznie zielone lasy liściaste. Ssak ten obserwowany był na bagnistych polanach i wzdłuż cieków wodnych, a także na plantacjach i wśród otwartych zagajników. W Sri Lance dystrybucja tego ssaka może obejmować nizinny, suchy las jak i obszary wysokogórskie; rzadko obserwowany na obszarach, w których mógłby być niepokojony lub w pobliżu ludzkich siedzib. Występuje do wysokości 2133 m n.p.m..
Skład diety mangusty pręgoszyjej obejmuje małe ssaki, ptaki i ich jaja, gady, owady oraz korzenie. Z powodu jej zwyczaju polowania przy brzegach rzek i występowania wśród bagien i zalanych pól ryżowych sugeruje się, że może pożywiać się również krabami, płazami bezogonowymi oraz rybami. Gatunek ten zaobserwowano podczas żerowania na padłym sambarze jednobarwnym (Rusa unicolor) i zającu czarnoszyim (Lepus nigricollis) oraz podczas poszukiwania pokarmu w miękkiej, wilgotnej glebie na bagnach.

### Rozród
Wielkość miotu ocenia się na dwa do trzech młodych. Na Sri Lance zaobserwowano samicę podczas karmienia trzech młodych na suchym skrawku ziemi, pod nawisem mas skalnych. Brak innych informacji.

## Status i ochrona
W Czerwonej księdze gatunków zagrożonych Międzynarodowej Unii Ochrony Przyrody i Jej Zasobów został zaliczony do kategorii LC (ang. Least Concern – najmniejszej troski). Na gatunek ten poluje się dla mięsa (spożywają go głównie mniejszości etniczne) i futra (głównie do produkcji pędzli do golenia, pędzli i talizmanów), ale głównym zagrożeniem może być utrata siedlisk. Jest również regularnie zabijany przez psy myśliwskie, a czasami w odwecie za plądrowanie ferm drobiu. W Indiach ssak ten jest rzadki w północnej części jego zasięgu, a najbardziej obfity w południowej Kerali, płaskowyżach Nilgiri i Palni, w pasmie górskim Meghamalai oraz wzgórzach Anamala. W Sri Lance jest dość powszechny w wyższych partiach wzgórz Wyżyny Centralnej, ale wydaje się, że populacja maleje. Mangusta pręgoszyja jest jednak gatunkiem elastycznym i toleruje stosunkowo wysoki stopień zakłóceń.